# Gerrit Blaauw

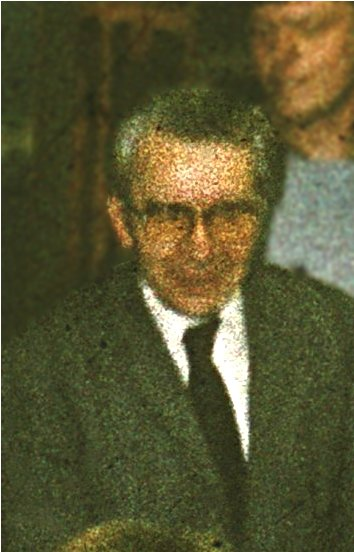
Gerrit Blaauw

Gerrit Anne Blaauw, genannt Gerry, (* 17. Juli 1924 in Den Haag; † 21. März 2018 in Utrecht) war ein niederländischer Computeringenieur. 
Blaauw studierte an der TU Delft Elektrotechnik mit dem Abschluss magna cum laude 1946 und danach  mit einem Stipendium von IBM ab 1947 am Lafayette College in Pennsylvania und danach an der Harvard University, wo er 1949 seinen Master-Abschluss machte und bei Howard Aiken an den Mark III und Mark IV Computern arbeitete. Aiken entwickelte diese mit bewährter Technologie für die US Navy, und sie erwiesen sich als sehr zuverlässig, was sich später in dem bei IBM Blaauw zugeschriebenen Satz widerspiegelte: Established technology tends to persist in the face of new technology (Etablierte Technologie neigt dazu sich gegen neue Technologie zu behaupten). Daneben war er damals und später bei IBM später für seinen methodischen Zugang zum Computerentwurf bekannt. Mit seiner Arbeit an der Mark IV wurde er 1952 in Harvard promoviert. Er kehrte in die Niederlande zurück, wo er an der Entwicklung der zweiten Version des Relaiscomputers ARRA am Mathematischen Zentrum in Amsterdam beteiligt war. Die erste Version von 1952 von Carel Scholten und Bram Loopstra erwies sich als Misserfolg, und die zweite Version unter Beteiligung  von Blaauw war ein völliger Neuentwurf. Neben der ARRA II entstand auch eine Version für Fokker, die 1955 für den Entwurf des erfolgreichen Flugzeugs Fokker Friendship benutzt wurde.
1955 ging er wieder in die USA zu IBM in deren Entwicklungsabteilung nach Poughkeepsie, wo er mit Frederick P. Brooks an verschiedenen Projekten (IBM 7030 Stretch, IBM 8000 Serie) und schließlich am Schlüsselobjekt von IBM im Mainframe Bereich, System/360, arbeitete, das 1964 angekündigt wurde. Er war neben Brooks, Gene Amdahl einer der führenden Ingenieure im Projekt. Auf ihn ging die Verwendung von 8 Bit (1 Byte) Zeichengröße statt der damals verbreiteten 6 Bit zurück und er entwarf die Blaauw Box, ein revolutionäres System der Adressen-Übersetzung für die Realisierung von Virtuellem Speicher (mit Paging). Dessen Verwendung wurde zwar aus dem Entwurf der ersten Version gestrichen, kam aber in der Version 67 und ist wahrscheinlich dessen erste Verwendung in einem kommerziellen Großrechner. Das System/360 war auch ein Pionier in der Verwendung von Time Sharing und Multiprogrammierung im kommerziellen Bereich.
Nach seiner Zeit bei IBM wurde er Professor an der Universität Twente, wo er 1989 emeritierte.
1994 erhielt er den Computer Pioneer Award. Seit 1998 war er Mitglied der National Academy of Engineering.

## Schriften
- mit Frederick Brooks Computer Architecture: Concepts and Evolution, Addison-Wesley 1997